# Sovende øje
Sovende øjne er planteknopper der ligger i dvale og typisk først sætter skud, hvis toppen skulle blive beskadiget (eller beskåret) eller øget lysindfald pga. tilstødende planter bliver fjernet. Det er plantehormonet auxin der regulerer hvilke skud der bliver sovende øjne, typisk ved at undertrykke knopper længere nede af stammen (apikal dominans). Sovende øjne forekommer i mange forveddede planter, især løvfældende træer, men findes ikke i andre, fx de fleste nåletræer. 

## Anvendelse
Anvendelse hviler på den fornyende evne, når de sovende øjne skyder med nyvækst, som reaktion på kroneskade, pga. fx vind eller brand. Teknikker som styning og stævning, hvor træet skyder med kraftig nyvækst efter regelmæssig beskæring hhv. i toppen eller ved roden, udnytter også sovende øjne. Almindelig beskæring fører til vækst i undertrykte knopper under snittet.